# Angoumois
Pour les articles homonymes, voir Angoumois (homonymie).
866–1790
L'Angoumois est une ancienne province française, qui avait pour capitale Angoulême.
Elle est délimitée selon les époques, par la Saintonge à l'ouest, le Limousin ou la Marche à l'est, le Poitou au nord, et par le Périgord et la Guyenne au sud. Ses habitants étaient les Angoumoisins.
Elle correspond à la partie centrale de l'actuel département de la Charente. Elle comportait également quelques paroisses et enclaves dans l'actuel département des Deux-Sèvres (Pioussay, Hanc et Bouin, issues du marquisat de Ruffec), de la Haute-Vienne (Oradour-sur-Vayres, Cussac, Dournazac, entre autres) ainsi que de la Dordogne (La Tour-Blanche).

## Géographie

La province de l'Angoumois au XVIIIe siècle et les communes actuelles.

## Historique

La France en 1477.

Cette province était établie sur le territoire de la civitas gallo-romaine d'Iculisma, l'actuelle Angoulême. Elle comprenait les pays suivants : Ruffécois, Horte et Tardoire et une partie du Confolentais, et faisait partie, avec le Cognaçais, des possessions de la maison des Valois-Angoulême lorsqu'ils accédèrent au trône de France. D'abord placée sous l'autorité du comte d'Angoulême, elle a progressivement été intégrée, à partir du XVe siècle, à l'administration de la France moderne.
Ses frontières sont variables, comme la plupart des autres provinces, selon que l'on considère ses différentes administrations :
- le diocèse d'Angoulême, érigé dès le IIIe siècle, limité par ceux de Limoges, de Périgueux, de Saintes et de Poitiers. Il s'étend sur quelques paroisses et hameaux de ces derniers. Il ne semble pas avoir été remanié, depuis son premier établissement, jusqu'à la fin du XVIIIe siècle[2]. L'évêché d'Angoulême était suffragant de Bordeaux.
- son gouvernement militaire : après avoir fait partie du gouvernement d'Orléans, il est augmenté du gouvernement de Saintonge, pour ne faire qu'un seul et même gouvernement, gouvernement d'Angoumois et de Saintonge, comprenant un seul gouverneur, un lieutenant général de province, et deux lieutenant de Roi, l'un à Saintes, l'autre à Angoulême. Ils commandaient dans les affaires relevant du service militaire du roi.
- son gouvernement civil, communément appelé province, qui s'étend sur tout le territoire sujet à la coutume du pays ; il s'agit du bailliage et sénéchaussée[3]. Le bailliage et sénéchaussée d'Angoumois sera intégré au Présidial d'Angoulême lors de sa création en 1551. Ses appels étaient jugés au Parlement de Paris. Il y avait également une sénéchaussée à Cognac jusqu'à la Révolution. Le présidial de Cognac a quant à lui été supprimé au milieu du XVIIe siècle. Dans l'étendue de la province, on y jugeait selon la coutume d'Angoumois, publiée le 10 octobre 1514, sous 10 titres contenant 121 articles.
- les gouvernements des deux villes principales : la municipalité d'Angoulême, créée en 1204, sous l'autorité du maire, et la municipalité de Cognac.
- son administration des finances : elle comprend deux élections, celle d'Angoulême, qui dépend de la généralité de Limoges, et celle de Cognac, qui dépend de la généralité de La Rochelle. L'une et l'autre s'étendent même sur des paroisses ou des hameaux qui ne sont pas de cette sénéchaussée[4]. En matière de finance, les appels ressortissaient de la cour des comptes, de la cour des aides et cour des monnaies de Paris. À partir de 1710, vient s'ajouter la juridiction consulaire, dont les appels étaient jugés au parlement.

Dates clés de son histoire :
- Constitution de la cité d'Angoulême à la fin du IVe siècle
- Unification avec le Périgord et l'Agenais au IXe siècle et devient un comté en 866
- Au sommet de sa puissance aux Xe et XIe siècles (Guillaume III Taillefer et Guillaume IV)
- Le comté devient l'objet d'une rivalité entre les dynasties princières des Plantagenêts et des Capétiens. Jean sans Terre enlève la toute jeune Isabelle d'Angoulême, fille unique d'Aymar Taillefer, comte d'Angoulême, en 1200. Le roi de France, Philippe Auguste, prononce la confiscation de ses biens continentaux (1202) ce qui déclenche des hostilités (Voir notamment Jean d’Angleterre).
- Le comté est intégré au Royaume par Philippe Le Bel en 1308. Il passe aux mains des Anglais en 1360 puis est repris en 1373. Mais les Anglais y resteront épisodiquement jusqu'en 1445[5], en particulier dans les forteresses de La Rochandry et Bouteville.
- l'Angoumois est érigé en duché-pairie en février 1515 par François Ier ; il devient alors un fief royal et domanial, véritable patrimoine des rois.
- Angoulême obtient le privilège d'Université (1516). Développement de l'industrie papetière.
- séjour de Jean Calvin chez Louis Dutillet (1533) à Claix.
- 1559 : premières églises protestantes.
- 1576-1588 : troubles de la ligue, siège d'Angoulême, siège de Villebois.
- Révoltes paysannes aux XVIe et XVIIe siècles (impôts, misère, guerres de religion, révocation de l'édit de Nantes.
- fut rattaché à la généralité de Limoges en 1692 dans le but de mieux contrôler la collecte de l'impôt.

## En littérature
Le terme Angoumois reste longtemps employé dans le langage courant. On le retrouve notamment dans les romans d'Honoré de Balzac. L'Angoumois, d'où sont originaires Lucien de Rubempré et Madame de Bargeton est la toile de fond des première et troisième parties de Illusions perdues (1836-1843) et de la première partie de Splendeurs et misères des courtisanes (1847).

## Linguistique
Jusqu'au XIIIe siècle l'occitan était parlé partout en Angoumois. La progression du français vers le sud à la suite des repeuplements de la guerre de Cent Ans puis son expansion fit décliner l'aire de locution de la langue d'oc dans la région au profit d'un parler d'oïl, le poitevin-saintongeais. C'est actuellement une grosse moitié occidentale dont la langue régionale est le saintongeais tandis que celle orientale - dite Charente occitane - a encore pour langue traditionnelle l'occitan (dialecte limousin).